# White House (zespół muzyczny)
White House (White House Records) – duet polskich producentów hip-hopowych założony w 1997 we Wrocławiu. Tworzą go Łukasz „L.A.” Laskowski oraz Tomasz „Magiera” Janiszewski.
W 2002 i 2004 roku miesięcznik Ślizg nagrodził dwukrotnie White House w kategorii Najlepszy producent roku.
Duet został także sklasyfikowany na 12. miejscu w rankingu 20 najlepszych polskich producentów hip-hopowych według czasopisma Machina.

## Historia
Debiutancki album formacji zatytułowany Kodex ukazał się 6 grudnia 2002 roku nakładem wytwórni muzycznej T1-Teraz. Na płycie znalazły się piosenki m.in. w wykonaniu takich raperów i zespołów jak: Tede, Fenomen, Fisz, Fokus, O.S.T.R., Peja oraz WWO. Album był promowany wideoklipami do utworów „1000 osób” oraz „Na raz”/„Ile można”.
17 kwietnia 2004 roku ukazał się drugi album studyjny duetu pt. Kodex 2: Proces. Nagrania przyniosły duetowi największy sukces komercyjny. Płyta dotarła do 13 miejsca listy przebojów OLiS. Materiał był promowany teledyskami do utworów „Każdy ponad każdym” i „Rok później (Oczy otwarte 2)”.
Tego samego roku zostało wydane rozszerzenie wydawnictwa pt. Kodex 2: Suplement, promowane wideoklipem „Grrrrrubas”. Obie płyty wydała ponownie firma T1-Teraz. Album zawierał remiksy utworów z poprzedniej części.
Trzecia płyta White House pt. Kodex 3: Wyrok ukazała się 12 października 2007 roku. Był to ostatni materiał wydany przez T1-Teraz. Nowością w stosunku do poprzednich płyt była większa niż poprzednio obecność wokalistów związanych z innymi niż hip-hop nurtami muzyki, w tym takimi, jak: R&B, czy reggae. Wydawnictwo było promowane teledyskami do utworów „Teoria fikcji”, „Wyrok”/„Siła-z-pokoju”, „Przygotuj się na sztorm”, „Rosyjska ruletka”.
20 kwietnia 2009 roku nakładem Warner Music Poland ukazał się czwarty album studyjny formacji zatytułowany Poeci. Płyta powstała na podstawie pomysłu Bogusława Pezdy, znanego z występów w zespole Agressiva 69. Na wydawnictwo złożyły się utwory skomponowane w konwencji hip-hopowej, nagrane do tekstów wierszy polskich poetów, w tym takich jak: Adam Asnyk, Julian Tuwim, Jan Lechoń czy Ignacy Krasicki. W ramach promocji do pochodzącej z płyty piosenki „Mochnacki” został zrealizowany wideoklip.
16 maja 2012 roku ukazał się piąty album studyjny zespołu pt. Kodex 4. Wydawnictwo ukazało się nakładem firmy R.R.X. Nagrania zostały zrealizowane z gościnnym udziałem m.in. takich wykonawców jak: Ten Typ Mes, DonGURALesko, Miuosh, Fokus, EastWest Rockers oraz Peja. Materiał był promowany teledyskami do utworów „W górę jadę windą”, „Jak mam żyć”, „Armagedon” oraz „Mój Kodex”.

## Dyskografia
Albumy
| Kodex                                   | - Data: 6 grudnia 2002 - Wydawca: T1-Teraz                       | 5  |                 |                        |
| Kodex 2: Proces                         | - Data: 17 kwietnia 2004 - Wydawca: T1-Teraz                     | 13 |                 |                        |
| Kodex 2: Suplement                      | - Data: 2004 - Wydawca: T1-Teraz                                 | –  |                 |                        |
| Kodex 3: Wyrok                          | - Data: 12 października 2007 - Wydawca: T1-Teraz                 | 7  |                 |                        |
| Poeci                                   | - Data: 20 kwietnia 2009 - Wydawca: Warner Music Poland          | –  |                 |                        |
| Kodex 4                                 | - Data: 16 maja 2012 - Wydawca: R.R.X.                           | 2  |                 |                        |
| Kodex 5 Elements                        | - Data: 14 maja 2014 - Wydawca: Hustla Music                     | 1  | - POL: 15 tys.+ | - POL: złota płyta     |
| Książę aka. Slumilioner (oraz Peja)     | - Data: 18 października 2014 - Wydawca: Fonografika              | 2  | - POL: 30 tys.+ | - POL: platynowa płyta |
| White House Connection                  | - Data: 22 czerwca 2018 - Wydawca: White House Records/Urban Rec | 10 |                 |                        |
| „–” oznacza, że album nie był notowany. |                                                                  |    |                 |                        |

Notowane utwory
| Tytuł                                                              | Rok  | Pozycja na liście | Album           |
| Tytuł                                                              | Rok  | SLiP              | Album           |
| ------------------------------------------------------------------ | ---- | ----------------- | --------------- |
| „Na raz” (gościnnie: O.S.T.R.)                                     | 2003 | 19                | Kodex           |
| „Oczy otwarte” (gościnnie: Pezet, Ten Typ Mes, Emil Blef)          | 2003 | 17                | Kodex           |
| „Ile można?” (gościnnie: Tede)                                     | 2003 | 41                | Kodex           |
| „Rok później (Oczy otwarte 2)” (gościnnie: Ten Typ Mes, Numer Raz) | 2004 | 32                | Kodex 2: Proces |
| „Każdy ponad każdym” (gościnnie: WWO)                              | 2004 | 7                 | Kodex 2: Proces |

Kompilacje różnych wykonawców
| Album                     | Rok  | Utwór | Źródło |
| ------------------------- | ---- | --- | ------ |
| VIVA Hip Hop vol.4        | 2004 | White House, Ten Typ Mes, Numer Raz – „Rok później (Oczy otwarte 2)”                                         | [ 25 ] |
| Popcorn – Hip Hop Mania 5 | 2005 | White House – „Intro”                                                                                        | [ 26 ] |
| Rap Eskadra 2             | 2005 | White House, WWO – „Każdy ponad każdym” White House, Ten Typ Mes, Numer Raz – „Rok później (Oczy otwarte 2)” | [ 27 ] |

## Teledyski
| Tytuł                                                                                          | Rok  | Reżyseria                      | Album                   | Źródło |
| ---------------------------------------------------------------------------------------------- | ---- | ------------------------------ | ----------------------- | ------ |
| „1000 osób” (gościnnie: Walle, Gural)                                                          | 2003 | Dariusz Szermanowicz, Grupa 13 | Kodex                   | [ 28 ] |
| „Na raz” (gościnnie: O.S.T.R.)/„Ile można” (gościnnie: Tede)                                   | 2003 | Dariusz Szermanowicz, Grupa 13 | Kodex                   | [ 29 ] |
| „Rok później (Oczy otwarte 2)” (gościnnie: Ten Typ Mes, Numer Raz)                             | 2005 | Dariusz Szermanowicz, Grupa 13 | Kodex 2: Proces         | [ 30 ] |
| „Grrrrrubas” (gościnnie: G.T.W.)                                                               | 2005 | Grupa 13                       | Kodex 2: Suplement      | [ 31 ] |
| „Każdy ponad każdym” (gościnnie: WWO)                                                          | 2006 | Łukasz Tunikowski, Grupa 13    | Kodex 2: Proces         | [ 32 ] |
| „Wyrok” (gościnnie: donGuralesko, Fokus) / „Siła-z-pokoju” (gościnnie: Grubson, Junior Stress) | 2007 | Łukasz Tunikowski              | Kodex 3: Wyrok          | [ 33 ] |
| „Przygotuj się na sztorm” (gościnnie: 3WKasta)/„Rosyjska ruletka” (gościnnie: Pih)             | 2008 | Dariusz Szermanowicz           | Kodex 3: Wyrok          | [ 34 ] |
| „Teoria fikcji” (gościnnie: Verte, Tede)                                                       | 2008 | –                              | Kodex 3: Wyrok          | [ 35 ] |
| „Mochnacki” (gościnnie: donGuralesko)                                                          | 2009 | Grupa 13                       | Poeci                   | [ 36 ] |
| „W górę jadę windą” (gościnnie: DonGuralEsko, Grizzlee)                                        | 2012 | Dirt Video                     | Kodex 4                 | [ 37 ] |
| „Jak mam żyć” (gościnnie: Małpa)                                                               | 2012 | Dirt Video                     | Kodex 4                 | [ 38 ] |
| „Armagedon” (gościnnie: Trzeci Wymiar)                                                         | 2012 | Dirt Video                     | Kodex 4                 | [ 39 ] |
| „Mój Kodex” (gościnnie: Miuosh)                                                                | 2012 | –                              | Kodex 4                 | [ 40 ] |
| „Pozostając sobą” (gościnnie: KęKę)                                                            | 2014 | Dirt Video                     | Kodex 5 Elements        | [ 41 ] |
| „Posse Cut”                                                                                    | 2014 | Dirt Video                     | Kodex 5 Elements        | [ 42 ] |
| „Carpe Diem” (gościnnie: Siwers, VNM, W.E.N.A.)                                                | 2014 | Grupa 13                       | Kodex 5 Elements        | [ 43 ] |
| „Oczy Mona Lisy” (gościnnie: Buszu, Sitek, donGURALesko)                                       | 2014 | Grupa 13                       | Kodex 5 Elements        | [ 44 ] |
| „Firewall” (gościnnie: Kroolik Underwood, Peja, Śliwa)                                         | 2014 | 4zero4                         | Kodex 5 Elements        | [ 45 ] |
| „S.A. (Steven Adler)” (oraz Peja; gościnnie: Hellfield)                                        | 2014 | 9liter FILMY                   | Książę aka. Slumilioner | [ 46 ] |
| „PRR (Prawdziwy rap rozpierdol)” (oraz Peja; gościnnie: DJ Danek)                              | 2014 | –                              | Książę aka. Slumilioner | [ 47 ] |
| „Back in the Days” (oraz Peja; gościnnie: Kroolik Underwood, DJ Danek)                         | 2014 | 9liter FILMY                   | Książę aka. Slumilioner | [ 48 ] |
| „Defekt mózgu” (oraz Peja)                                                                     | 2014 | 9liter FILMY                   | Książę aka. Slumilioner | [ 49 ] |
| „Trudny dzieciak 2” (oraz Peja)                                                                | 2014 | 9liter FILMY                   | Książę aka. Slumilioner | [ 50 ] |
| „Raplajf / RPS klasyka” (oraz Peja)                                                            | 2015 | 9liter FILMY                   | Książę aka. Slumilioner | [ 51 ] |
| „Martwa muzyka” (oraz Peja; gościnnie: Bezczel, Glaca)                                         | 2015 | 9liter FILMY                   | Książę aka. Slumilioner | [ 52 ] |

## Nagrody i wyróżnienia
| Rok  | Kategoria          | Tytułem                                                                                        | Nagroda        | Nota      | Źródło |
| ---- | ------------------ | ---------------------------------------------------------------------------------------------- | -------------- | --------- | ------ |
| 2007 | Montaż             | „Wyrok” (gościnnie: donGuralesko, Fokus) / „Siła-z-pokoju” (gościnnie: Grubson, Junior Stress) | Yach Film      | Nominacja | [ 53 ] |
| 2015 | Album roku hip-hop | Książę aka. Slumilioner                                                                        | Fryderyki 2015 | Nominacja | [ 54 ] |